# طيب الرائحة
طيب الرائحة أو وانغي (بالملايوية: Wangi)‏ هو فيلم رعب إثارة ماليزي باللغة الملايوية. تم إصداره في 5 سبتمبر 2019 في ماليزيا وسنغافورة وبروناي.

## طاقم العمل
- إيرا فازيرا

## روابط خارجية
- طيب الرائحة على موقع IMDb (الإنجليزية)
- طيب الرائحة على موقع قاعدة بيانات الفيلم (الإنجليزية)
- طيب الرائحة على موقع ليتربوكسد (الإنجليزية)
- طيب الرائحة على موقع كينوبويسك (الروسية)